# Pilodeudorix otraeda
Pilodeudorix otraeda is een vlinder uit de familie van de Lycaenidae. De wetenschappelijke naam van de soort is voor het eerst gepubliceerd in 1863 door William Chapman Hewitson.
De spanwijdte bedraagt ongeveer 25 millimeter.

## Verspreiding
De soort komt voor in de primaire regenwouden van Guinee, Sierra Leone, Ivoorkust, Ghana, Nigeria, Kameroen, Gabon, Congo-Brazzaville, Centraal Afrikaanse Republiek, Congo-Kinshasa, Oeganda, Tanzania en Zambia.

## Ondersoorten
- Pilodeudorix otraeda otraeda (Hewitson, 1863) (Guinee, Sierra Leone, Ivoorkust, Ghana)
- Pilodeudorix otraeda genuba (Hewitson, 1875) (Nigeria, Kameroen, Gabon, Congo-Brazzaville, Centraal Afrikaanse Republiek, Congo-Kinshasa, Oeganda, Tanzania, Zambia)
  - = Hypokopelates sevastopulo d’Abrera, 1980